# Giuseppe Lupo
Giuseppe Lupo (Atella, 27 novembre 1963) è uno scrittore e saggista italiano.

## Biografia
Dopo l'infanzia e l'adolescenza in Basilicata, si è trasferito in Lombardia per iscriversi all'Università Cattolica del Sacro Cuore di Milano, dove si è laureato con una tesi su Leonardo Sinisgalli e dove insegna letteratura italiana contemporanea. I suoi libri presentano un forte interesse antropologico e geografico e si ambientano in una Lucania immaginaria e onirica (i primi cinque sono ambientati in paesi inesistenti e fanno parte di una mappa geografica che ricorda la contea di Yoknapatawpha di William Faulkner), nell'Italia della modernità industriale, soprattutto la Milano del boom economico, e in alcuni luoghi dell'Occidente come Budapest, Praga, Parigi, New York. Con i suoi romanzi ha vinto numerosi premi letterari, fra cui il Premio Viareggio-Rèpaci, il Premio Campiello-Selezione giuria dei letterati, il Premio Mondello, il Premio Vittorini, il Premio Alassio-Centolibri, il Premio Dessì, il Premio Frontino-Montefeltro, il Premio Friuli Venezia Giulia. Nel 2018 da Gli anni del nostro incanto è stata tratta una pièce dalla compagnia Teatro Minimo di Basilicata. Ha pubblicato saggi sulla cultura del Novecento e curato le opere letterarie di Libero De Libero, Franco Fortini, Ottiero Ottieri, Mario Pomilio, Leonardo Sinisgalli, Elio Vittorini. Collabora alle pagine culturali del Sole 24 Ore, dirige la rivista Studi Novecenteschi e la collana Novecento.0 per Hacca Editore.
Alcuni suoi libri sono tradotti all'estero.

## Opere narrative
- L'americano di Celenne, Marsilio 2000; 2018
- Ballo ad Agropinto, Marsilio 2004; UE Feltrinelli-Marsilio 2024 (ed. ampliata)
- La carovana Zanardelli, Marsilio 2008; UE Feltrinelli-Marsilio 2022
- L'ultima sposa di Palmira, Marsilio 2011; Tascabili Maxi Marsilio 2013; UE Feltrinelli-Marsilio 2018
- Viaggiatori di nuvole, Marsilio 2013; Tascabili Maxi Marsilio 2015; UE Feltrinelli-Marsilio 2020
- Atlante immaginario. Nomi e luoghi di una geografia fantasma, Marsilio 2014
- L'albero di stanze, Marsilio 2015; UE Feltrinelli-Marsilio 2023
- Gli anni del nostro incanto, Marsilio 2017; UE Feltrinelli-Marsilio 2019; Edizioni Il Sole24-Ore 2020
- Breve storia del mio silenzio, Marsilio 2019; UE Feltrinelli-Marsilio 2021
- Il pioppo del Sempione, Aboca 2021
- Tabacco Clan, Marsilio 2022; UE Feltrinelli-Marsilio 2025
- Storia d'amore e macchine da scrivere, Marsilio 2025

## Opere saggistiche
- Sinisgalli e la cultura utopica degli anni Trenta, Vita&Pensiero 1996
- Poesia come pittura. De Libero e la cultura romana, Vita&Pensiero 2002
- Le utopie della ragione. Raffaele Crovi intellettuale e scrittore, Aliberti 2003
- Vittorini politecnico, Franco Angeli 2011
- Mosè sull'Arca di Noè. Un'idea di letteratura, Editrice La Scuola 2016
- La letteratura al tempo di Adriano Olivetti, Edizioni di Comunità 2016
- Civiltà Appennino (con Raffaele Nigro), Donzelli 2020
- Le fabbriche che costruirono l'Italia, Edizioni Il Sole24Ore 2020
- A Praga con Kafka, Giulio Perrone Editore 2020
- La Storia senza redenzione. Il racconto del Mezzogiorno lungo due secoli, Rubbettino 2021
- La modernità malintesa. Una controstoria dell’industria italiana, Marsilio 2023

## Premi letterari
- 2001 - Premio Giuseppe Berto per L'americano di Celenne[2]
- 2001 - Premio Mondello per L'americano di Celenne[3]
- 2002 - Prix du premier roman per L'americano di Celenne[senza fonte]
- 2008 - Premio Grinzane-Carical per La carovana Zanardelli
- 2008 - Premio Carlo Levi per La carovana Zanardelli
- 2011 - Premio Vittorini per L'ultima sposa di Palmira[4]
- 2011 - Premio Campiello-Selezione giuria dei letterati per L'ultima sposa di Palmira[5]
- 2011 - Premio Fiuggi-Storia per L'ultima sposa di Palmira
- 2013 - Premio Giuseppe Dessì per Viaggiatori di nuvole[6]
- 2013 - Premio Europeo di Narrativa Ferri-Lawrence per Viaggiatori di nuvole
- 2015 - Premio Palmi per L'albero di stanze[7]
- 2016 - Premio Alassio Centolibri - Un Autore per l'Europa per L'albero di stanze[8]
- 2016 - Premio Frontino-Montefeltro per L'albero di stanze[9]
- 2018 - Premio Viareggio-Rèpaci per Gli anni del nostro incanto[10]
- 2018 - Premio Corrado Alvaro per Gli anni del nostro incanto[11]
- 2018 - Premio Acri-Padula per Gli anni del nostro incanto[12]
- 2025 - Premio Friuli Venezia Giulia

## Riconoscimenti
- Cittadinanza onoraria del Comune di Atella, 13 luglio 2021